# 瓦房口镇
瓦房口镇，是中华人民共和国陕西省商洛市柞水县下辖的一个乡镇级行政单位。

## 行政区划
瓦房口镇下辖以下地区：
街垣村、金岭村、瓦房村、阳坡村、老庄村、磨沟村、大河村、金狮村、金台村、灯塔村、金星村、田丰村、西北沟村和颜家庄村。